# Króle (Bartoszyce)
Króle (deutsch Königs) ist ein Ort in der polnischen Woiwodschaft Ermland-Masuren. Er gehört zur Gmina Bartoszyce (Landgemeínde Bartenstein) im Powiat Bartoszycki (Kreis Bartenstein (Ostpr.)).

## Geographische Lage
Króle liegt in der nördlichen Mitte der Woiwodschaft Ermland-Masuren, 35 Kilometer südlich der früheren und heute auf russischem Staatsgebiet gelegenen Kreisstadt Friedland (russisch Prawdinsk) bzw. 13 Kilometer südöstlich der heutigen Kreismetropole Bartoszyce (deutsch Bartenstein).

## Geschichte
Der vor 1820 Koenigs genannte Ort bestand damals aus ein paar mittleren Höfen. Als Landgemeinde wurde der Ort 1874 in den neu errichteten Amtsbezirk Quossen (polnisch Kosy) im ostpreußischen Kreis Friedland (er wurde 1927 in „Kreis Bartenstein“ umbenannt) aufgenommen. 67 Einwohner zählte Königs im Jahre 1910.
Am 30. September 1928 gab Königs seine Eigenständigkeit auf: die Landgemeinde schloss sich mit der Landgemeinde Grommels (polnisch Gromki) und dem Gutsbezirk Quossen (Kosy) zur neuen Landgemeinde Grommels zusammen, die in den Amtsbezirk Gallingen (Galiny) eingegliedert wurde.
Im Jahre 1945 kam das gesamte südliche Ostpreußen und mit ihm auch Königs in Kriegsfolge zur Sowjetunion. Königs erhielt die polnische Namensform „Króle“ und ist heute ein Teil der Landgemeinde Bartoszyce (Bartenstein) im Powiat Bartoszycki (Kreis Bartenstein (Ostpr.)), von 1975 bis 1998 der Woiwodschaft Olsztyn, seither der Woiwodschaft Ermland-Masuren zugehörig.

## Religion
Christentum
Bis 1945 war Königs in die evangelische Kirche Gallingen in der Kirchenprovinz Ostpreußen der Kirche der Altpreußischen Union, außerdem in die römisch-katholische Kirche St. Bruno in Bartenstein im damaligen Bistum Ermland eingepfarrt.
Heute gehört Króle katholischerseits zur Mariä-Himmelfahrt-Kirche in Galiny im jetzigen Erzbistum Ermland, evangelischerseits zur Kirchengemeinde in Bartoszyce, einer Filialgemeinde der Johanneskirche in Kętrzyn (Rastenburg) in der Diözese Masuren der Evangelisch-Augsburgischen Kirche in Polen.

## Verkehr
Króle liegt östlich der verkehrsreichen polnischen Landesstraße 57 (hier auf der Trasse der ehemaligen deutschen Reichsstraße 128) und ist vom Abzweig Galiny (Gallingen) aus über Gromki (Grommels) in Richtung Bajdyty (Beyditten) zu erreichen.
Ein Bahnanbindung besteht nicht.